# Grabmal des Edouard Marius Ivaldi
Das Grabmal des Edouard Marius Ivaldi aus dem Ersten Weltkrieg liegt nahe Reims in der Champagne, Frankreich.
An der Stelle des heutigen Grabmals fiel am 30. April 1917 der französische Corporal des 7e régiment d’infanterie Edouard Marius Ivaldi in der Schlacht an der Aisne (1917). Sein Leichnam wurde nie gefunden.
Nach dem Krieg suchte sein Vater Jean-Joseph nach den sterblichen Überresten seines Sohnes und fand die Stelle anhand der persönlichen Besitztümer seines Sohnes. 1919 stellte er ein Holzkreuz und seinen Stahlhelm auf die Stelle, wo sein Sohn in der Champagne in Ostfrankreich fiel. Das Grab ist das letzte seiner Art, welches die wirkliche Stelle eines gefallenen Soldaten markiert. Im Jahre 1924 setzte er eine Plakette mit dem Namen seines Sohnes in die Kapelle des Navarin-Beinhauses ein.
Das Holzgrab liegt heute in einem militärischen Übungsgelände (vermuteter Ort) und ist der Öffentlichkeit nicht zugänglich. Dadurch ist es im Laufe der Zeit immer noch unberührt geblieben.